# 광명동 (광명시)
광명동(光明洞)은 경기도 광명시의 행정동이다.

## 역사
- 삼국시대 잉벌노현
- 통일신라시대 곡양현
- 고려시대 금주현
- 조선초기 경기도 금천현 남면
- 조선말기 경기도 시흥현 남면 광명리, 광화대리
- 1914년 3월 1일 경기도 시흥군 서면 광명리에 속했다.
- 1963년 건설부 고시 제547호 의거 서울특별시 도시계획 구역 편입 (1982년 지정 해제)
- 1970년 6월 10일 시흥군 서면 광명출장소가 설치되었다. (광명리, 철산리 일대 관할)
- 1970년 12월 1일 광명리 일부가 서울통화권(영등포전신전화국 오류분실 관할)에 처음 편입되었다. (체신부 고시 제102호)
- 1973년 서울특별시 영등포구 개봉동 (현 구로구 개봉동)과의 목감천 부근 행정구역 경계조정
- 1978년 8월 1일 광명리 전역 서울통화권(개봉전신전화국 관할) 편입 완료 (체신부 고시 제476호)
- 1979년 5월 1일 서면이 소하읍으로 승격되어 소하읍 광명리에 속했다.
- 1981년 7월 1일 소하읍이 광명시로 승격되어 광명리 일대가 광명동이 되면서 광명1동, 광명2동, 광명3동, 광명4동, 광명5동, 광명6동, 광명7동으로 분할되어 개소함.
- 1983년 2월 15일 경기도 시흥군 소래읍 옥길리 일부(현재 옥길동)를 광명6동으로 편입
- 1985년 11월 25일 광명6동 사무소 신축
- 1988년 6월 4일 광명4동 사무소 준공
- 1989년 10월 광명3동 사무소 신축
- 1995년 서울특별시 구로구 천왕동, 개봉동과의 목감천 부근 행정구역 경계조정
- 1999년 4월 광명5동 주민자치센터 개소
- 2000년 11월 20일 광명2동, 광명3동, 광명7동 주민자치센터 개소
- 2000년 12월 2일 광명6동 주민자치센터 개소
- 2004년 1월 6일 광명1동 주민센터 신축공사
- 2005년 3월 30일 광명1동 주민센터 준공 및 개소
- 2005년 4월 21일 광명1동 일대 통·반 변경
- 2010년 10월 광명6동 주민센터가 신청사로 이전

## 유래
광명동의 옛 마을인 괭매에서 이름을 따서 붙였다고 하며, 괭매 마을을 원광명이라고 부른다. 이 자연촌락은 오늘날까지도 남아있으며, 광명7동 영서변전소 부근에 있다.

### 광명1동
목감천을 사이에 두고 서울시계와 연접한 동일 생활권을 유지하고 있으며 인근에 개봉역과 구일역이 있는 등 서울 교통의 중요관문이기도 하다. 이 곳은 전형적인 공동주택 밀집지역인 관계로 주거공간과 주차공간이 협소하다.
재개발로 전구역이 재개발되었다

### 광명2동
전통적인 주상복합지역으로 연립주택과 다세대주택이 밀집된 지역이다. 또한 광명로 변 상업지구에는 가구점, 유흥업소, 여관이 밀집된 곳이기도 하다. 그러나 목감천 주변에 있고 지형고저차가 심해 수해와 같은 자연재해가 발생할 수 있는 지역이기도 하다.

### 광명3동
서울 지하철 7호선과 광명재래시장을 중심으로 한 교통과 상업의 중심지이자 역세권이기도 한 지역이다. 그럼에도 불구하고 연립주택과 다세대주택이 밀집되어 있어 주거, 주차공간이 협소하다.

### 광명4동
서울 지하철 7호선과 광명사거리를 중심으로 하는 교통중심지역과 패션문화의 거리 등 상업 및 유통이 활성화되어 있고 생활 및 도시기반이 비교적 안정된 지역이다.

### 광명5동
서쪽은 목감천을 경계로 구로구 천왕동과 인접하고 있으며, 과거 이 곳에 있던 자연부락 이름인 "너부대"라는 지명이 사용되고 있다. 1911년에 광명리로 통합되기 이전에는 행정구역 상으로 광화대리였다. "너부대"의 의미는 말 그대로 넓은 터(벌판)를 나타내며 동서남쪽으로 확 트인 남향받이 마을로 광명시의 서쪽에 위치하고 있다.

### 광명6동
도시동인 광명동과 농촌동인 옥길동이 함께하는 도농복합동이다.

### 광명7동
도덕산을 중심으로 중앙하이츠아파트단지를 포함하고 외환은행에서 광명로와 연접하며 남쪽으로 학온동, 서쪽으로 광명6동, 북쪽으로 광명4동과 경계를 이루고 있는 지역이다. 지금의 현재 관할구역상 제34통인 지역은 "원광명"이라 칭하였는데 원래 광명리가 시작된 곳이라는 의미를 담고 있으며, 이 곳의 또다른 명칭인 "괭매"는 마을의 지세가 풍수로 보아 "광명두"(등잔을 얹어 놓는 기구)와 비슷하다하여 붙여진 이름으로 광명을 "廣明" 혹은 "光明"으로 불리기도 하고 광명시의 한자인 "光明市"의 명칭이 여기서 유래하였다. 매년 10월 1일 도덕산 아래에서 통장이 제주가 되어 산신제를 지내기도 한다. 1964년 당시 시흥군 서면 광명3리였던 지역에는 고령 신씨, 청주 한씨, 수원 백씨, 개성 왕씨의 집성촌이 있었으며 지금의 광문고등학교에서 원광명으로 가는 길을 "구용고개", 광문초등학교에서 광문고등학교로 가는 길을 "덕다리고개"라고 하였다. 또한 동 시대에 광명2리였던 지역은 광산 김씨, 남영 홍씨, 원주 원씨 집성촌이 있었다. 현재 광명7동 주민센터 인근 지역에서 광명교회에 이르는 지역을 "새터말"이라고 칭하였는데 새로 생긴 마을이라는 의미를 담고 있다. 그리고 동 주민센터 인근 지역은 "가장골"이라고 칭하였다.

## 교육
- 명문고등학교
- 광일초등학교
- 광문고등학교
- 광명초등학교
- 광명공업고등학교
- 광명남초등학교
- 광문중학교
- 광남중학교

## 아파트
| 단지명                      | 건설사                                    | 시행사                               | 주소              | 입주                     | 비고                     |
| --------------------------- | ----------------------------------------- | ------------------------------------ | ----------------- | ------------------------ | ------------------------ |
| 트리우스 광명               | 대우건설 현대엔지니어링 롯데건설          | 광명제2R구역 주택재개발정비사업조합  | 광이로 95 (1단지) | 2024년 12월              | 광명뉴타운 2구역 재개발  |
| 트리우스 광명               | 대우건설 현대엔지니어링 롯데건설          | 광명제2R구역 주택재개발정비사업조합  | 광이로 96 (2단지) | 2024년 12월              | 광명뉴타운 2구역 재개발  |
| 광명자이 힐스테이트 SK VIEW | 지에스건설㈜ 현대건설 SK에코플랜트        | 광명5R구역 주택재개발정비사업조합    |                   | 2027년 7월 (예정)        | 광명뉴타운 5구역 재개발  |
| 광명자이 더샵 포레나        | 지에스건설㈜ 한화㈜ 건설부문 포스코이앤씨 | 광명제1R구역 주택재개발정비사업조합  |                   | 2025년 12월 (예정)       | 광명뉴타운 1구역 재개발  |
| 광명 아크포레 자이위브      | 지에스건설㈜ 두산건설                     | 광명제16R구역 주택재개발정비사업조합 |                   |                          |                          |
| 광명 푸르지오 센트베르      | 대우건설                                  | 광명제15R구역 주택재개발정비사업조합 | 새터로 27         | 2022년 10월              | 광명뉴타운 15구역 재개발 |
| 철산역 자이                 | 지에스건설㈜                              | 광명12R구역 주택재개발정비사업조합   |                   |                          |                          |
| 광명 푸르지오 포레나        | 대우건설 한화㈜ 건설부문                  | 광명14R구역 주택재개발정비사업조합   | 새터로 90         | 2023년 9월               | 광명뉴타운 14구역 재개발 |
| 광명 센트럴 아이파크        | 현대산업개발                              |                                      |                   |                          |                          |
| 광명 롯데캐슬 시그니처      | 롯데건설                                  | 광명제9R구역 주택재개발정비사업조합  |                   |                          |                          |
| 광명 호반써밋 그랜드에비뉴  | 호반건설                                  | 광명제10R구역 주택재개발정비사업조합 | 2024년 10월       | 광명뉴타운 10구역 재개발 |                          |